# Jürgen Bähringer
Jürgen Bähringer (* 19. srpna 1950, Greiz) je bývalý východoněmecký fotbalista. Začínal jako útočník, končil jako obránce.

## Fotbalová kariéra
Ve východoněmecké oberlize hrál za FC Karl-Marx-Stadt. Nastoupil ve 350 ligových utkáních a dal 57 gólů. Za reprezentaci Východního Německa (NDR) nastoupil v roce 1980 v 1 utkání. V roce 1980 byl členem stříbrného východoněmeckého týmu na LOH 1980 v Moskvě, nastoupil ve 4 utkáních.

## Ligová bilance
| Ročník          | Zápasy | Góly | Klub               |
| --------------- | ------ | ---- | ------------------ |
| I. liga 1972/73 | 10     | 4    | FC Karl-Marx-Stadt |
| I. liga 1973/74 | 25     | 5    | FC Karl-Marx-Stadt |
| I. liga 1974/75 | 8      | 0    | FC Karl-Marx-Stadt |
| I. liga 1975/76 | 3      | 0    | FC Karl-Marx-Stadt |
| I. liga 1976/77 | 25     | 7    | FC Karl-Marx-Stadt |
| I. liga 1977/78 | 25     | 6    | FC Karl-Marx-Stadt |
| I. liga 1978/79 | 25     | 2    | FC Karl-Marx-Stadt |
| I. liga 1979/80 | 26     | 6    | FC Karl-Marx-Stadt |
| I. liga 1980/81 | 26     | 1    | FC Karl-Marx-Stadt |
| I. liga 1981/82 | 26     | 3    | FC Karl-Marx-Stadt |
| I. liga 1982/83 | 24     | 4    | FC Karl-Marx-Stadt |
| I. liga 1983/84 | 26     | 5    | FC Karl-Marx-Stadt |
| I. liga 1984/85 | 25     | 7    | FC Karl-Marx-Stadt |
| I. liga 1985/86 | 25     | 2    | FC Karl-Marx-Stadt |
| I. liga 1986/87 | 25     | 3    | FC Karl-Marx-Stadt |
| I. liga 1987/88 | 26     | 2    | FC Karl-Marx-Stadt |
| CELKEM I. liga  | 350    | 57   |                    |